# Tractor pulling

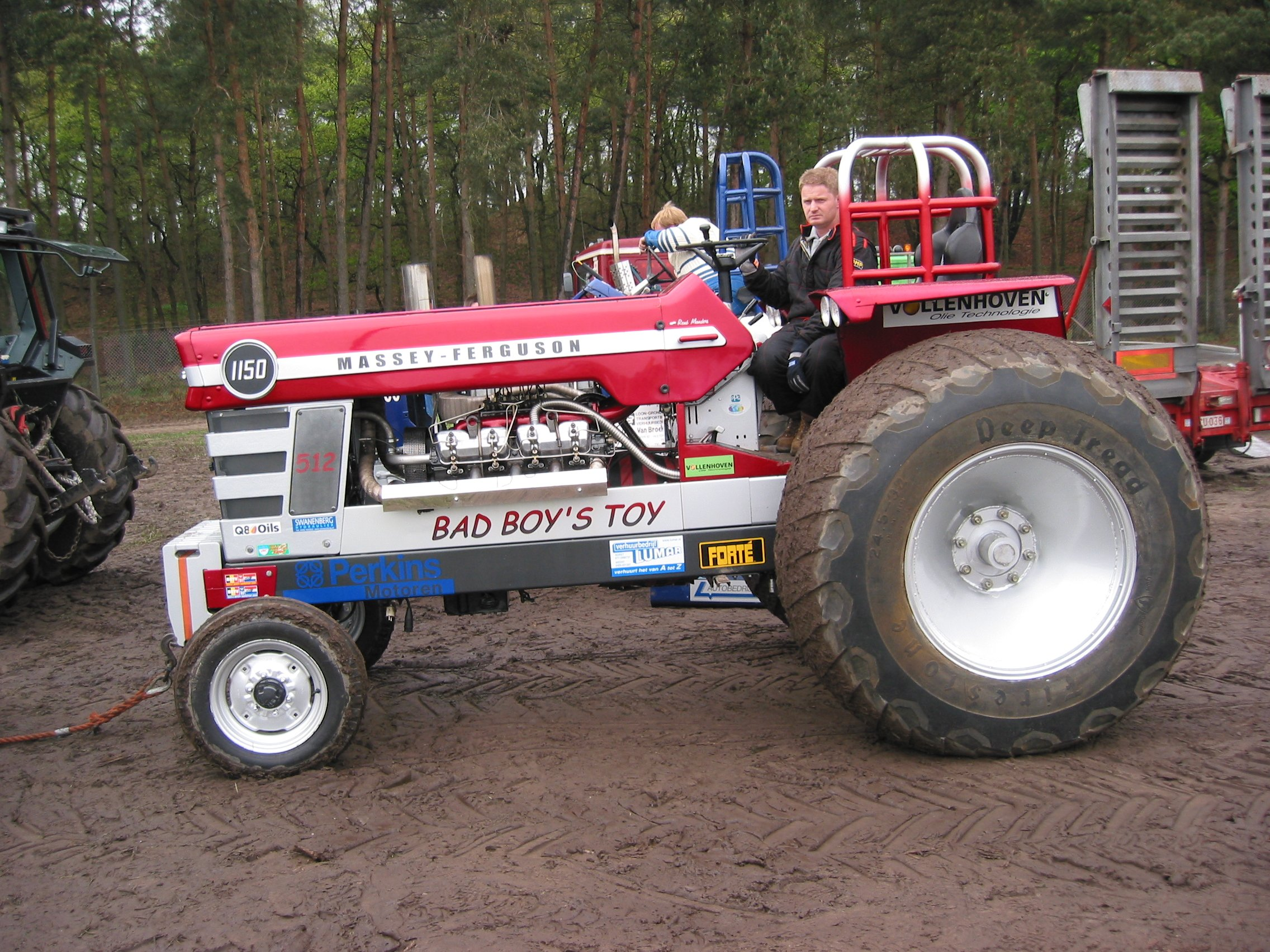
Bad Boy's Toy

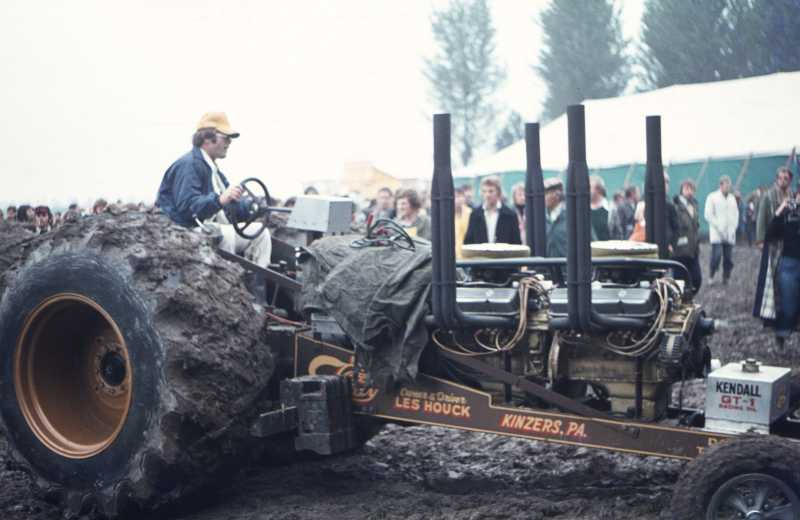
Een van de Amerikanen die de sport naar Europa bracht.

Tractor pulling (ook wel Trekker Trek genoemd) is een sport waarin men met een tractor een zware slede over een zo groot mogelijk afstand moet slepen. Tractor pulling is overgewaaid uit Noord-Amerika waar het in de eerste helft van de twintigste eeuw is ontstaan en in de zeventiger jaren van de twintigste eeuw tot een sport is uitgegroeid. In 1977 werd de sport door enkele Amerikanen voor het eerst tijdens een ploegfestijn in Flevoland geïntroduceerd in Europa. De Nederlandse truck- en tractorpullingorganisatie NTTO organiseert de wedstrijden in Nederland.

## Algemeen
De maximale afstand is meestal 110 m, maar soms bij indoor wedstrijden zoals in Ahoy Rotterdam en de IJsselhallen in Zwolle is deze korter (hobbywedstrijden over 100 m). En soms als er dreiging van regen is wordt er Floating Finish (FF) gereden; de maximale afstand is dan 110 m. Wordt deze afstand overschreden, dan wordt van een Full Pull (FP) gesproken. Zijn er meer deelnemers met een Full Pull dan wordt de sleepwagen verzwaard en wordt opnieuw getrokken. De breedte van de baan is 10 m en wordt aangegeven door een aan weerszijden getrokken krijtstreep. Wordt bij het trekken de lijn overschreden, dan wordt de bestuurder gediskwalificeerd. Tussen de trekken door wordt de baan geëgaliseerd en vastgereden om iedereen gelijke kansen te geven.
Op de baan staan twee mensen met een vlag. Bij de start wordt een groene vlag gezwaaid en tijdens de trek wordt een rode vlag gebruikt. Wordt met de rode vlag gezwaaid dan moet de bestuurder ogenblikkelijk stoppen met trekken. Meestal wordt de rode vlag echter gezwaaid als de sleepwagen niet verder getrokken wordt.
Er zijn klei- en zandbanen, waarbij de voorkeur uitgaat naar een kleibaan, omdat deze meer grip geeft.
Zeer belangrijk is dat de banden een maximale grip hebben. Daarom wordt er getrokken met een lage bandenspanning. Om toch zo min mogelijk weerstand te ondervinden worden de kammen op de banden bijna geheel verwijderd, waardoor er geen grond opgeworpen wordt.

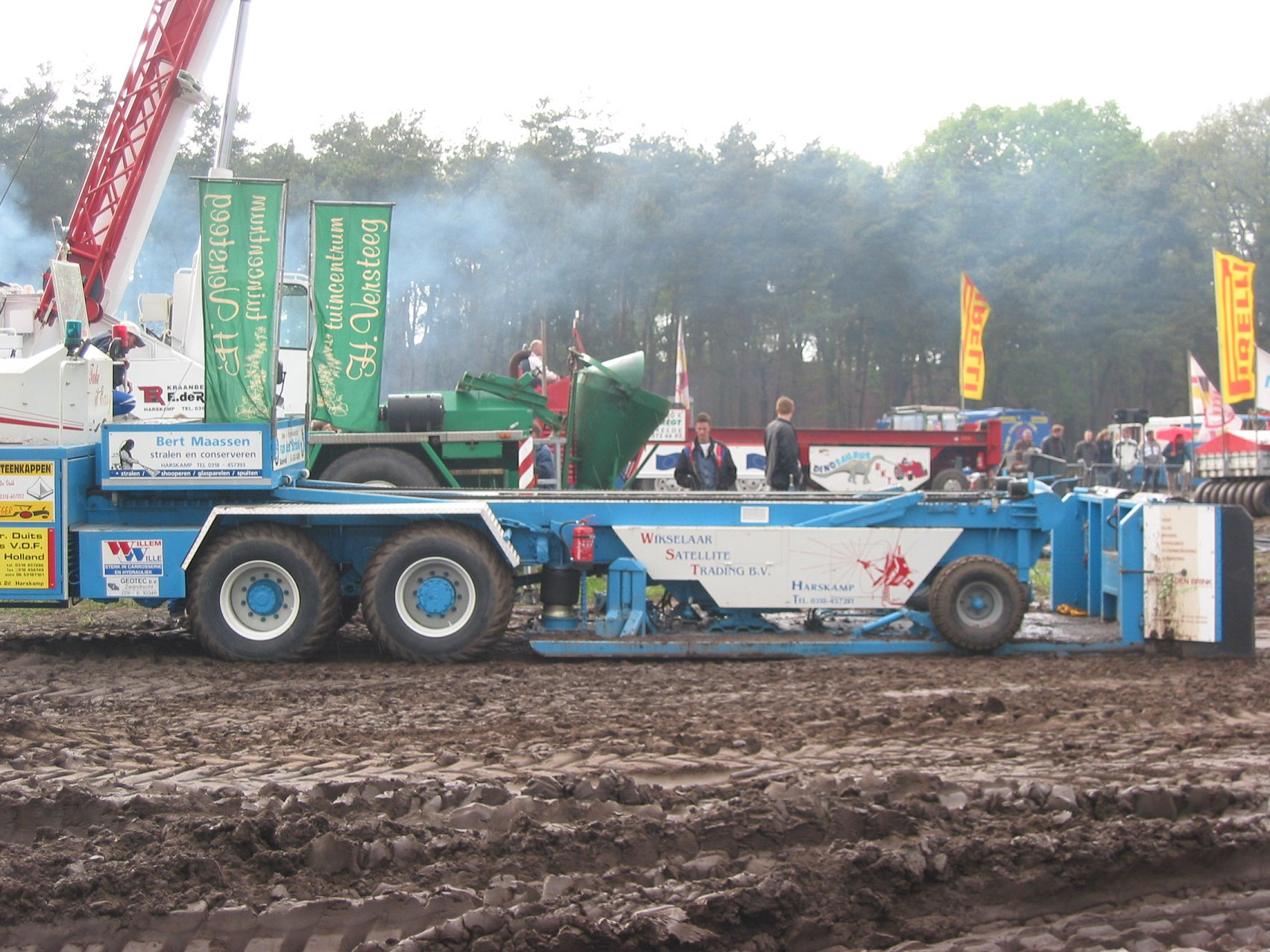
Sleepwagen met geheel rechts op de achtergrond nog net zichtbaar de machine waarmee de baan na het egaliseren wordt vastgereden

De sleepwagen wordt zodanig afgesteld dat er enkel sterke en goede deelnemers een full pull kunnen halen. Na afstelling wordt de sleepwagen door een deelnemer buiten mededinging een keer getrokken om te kijken of de juiste afstelling is bereikt. Tijdens de trek wordt het gewicht op de sleepwagen naar voren verplaatst, waardoor er meer gewicht op het sleepvoorstuk komt en er zo meer weerstand ontstaat.

## Veiligheid
Achter op de tractoren zijn zogenaamde steigerbegrenzers gemonteerd die voorkomen dat de trekker achterover kan slaan. Verder moet de tractor voorzien zijn van een veiligheidskooi of rolbeugel.
In de Grand National en ook de National is het ook verplicht dat de V8 motoren 2 staalkabels om de blower hebben zitten zodat de motor/blower niet weg kunnen vliegen als er wat fout gaat.
Ook is een noodstop verplicht die door de rijder en de sleepwagen te bedienen is, als de tractor bijvoorbeeld los komt van de sleepwagen door een wilde run valt de motor automatisch uit. Bij tractoren die op diesel rijden valt er een klep voor de inlaat waardoor de trekker geen lucht meer krijgt. Bij tractoren die op Methanol rijden wordt de ontsteking uitgeschakeld.

## Klassen
Er bestaan verschillende klassen; er wordt zowel met fabrieksmodellen geduelleerd, als met speciaal gebouwde tractoren met krachtige motoren. De fabrieksmodellen worden weer onderverdeeld in gewichtsklassen. Ook zijn er vrije klasse 950 kg tractoren. Het beste trekresultaat wordt behaald met een zo zwaar mogelijke tractor. Daarom worden er zoveel gewichten aan de tractor gehangen dat de gewichtsklasse net niet overschreden wordt.

### A-divisie, vanaf 2012 Grand National Competition
De A-divisie bestaat uit zeven klassen die in Nederland in competitieverband rijden.
- Mini Unlimited (950 kg)
- Light Modified (2,5 ton)
- Two wheel Drive (2,6 ton)
- Modifieds (3,5 ton)
- Pro Stock (3,5 ton)
- Super Stock (3,5 ton)
- Unlimited (4,0 ton)
De competitie bestaat uit ongeveer 10 Outdoor wedstrijden per jaar, behalve als het weer tegenzit, dan kan er een wedstrijd afgelast worden. In deze divisie rijden ook de tractoren die omgebouwd zijn met bijvoorbeeld vliegtuigmotoren of V8 motoren en V12. Deze wedstrijden worden bijna nooit op een zondag verreden, mits er in verband wordt gereden met Euro Cup van de ETPC, de Europese overkoepelende organisatie.

### B-divisie, vanaf 2012 National Competition
De B-divisie bestaat uit vijf klassen die in Nederland en België tezamen met de BKTV in competitieverband rijden. Ook hier rijden tractoren die omgebouwd zijn met bijvoorbeeld vliegtuigmotoren of V-8 motoren. Deze wedstrijden zijn meestal op zondagen.

### S-divisie, vanaf 2012 Farmstock Competition
De S-divisie bestaat uit de standaard, sport en supersportklassen.

#### Standaardklasse (ook wel Landbouwklasse genoemd)
In de standaardklasse wordt met gewone tractoren, die dagelijks op het land worden gebruikt, getrokken. Er mag niets aan deze tractoren veranderd worden en ze mogen alleen op dieselolie rijden. De standaardklasse wordt gehanteerd bij de NTTO, Hypropullers en Trekkerslep reglementen.
De meest gehanteerde gewichtsklassen in de standaardklasse NTTO en Hypropullers zijn:
- 2500 kg,
- 3500 kg,
- 4500 kg,
- 5500 kg
- 7000 kg
- 9000 kg en
- 11000 kg

In de Trekkerslep zijn de meest gehanteerde gewichtsklassen:
- 2800 kg,
- 3000 kg,
- 3800 kg,
- 4500 kg,
- 5500 kg,
- 6500 kg,
- 8000 kg en
- 11000 kg

#### Sportklasse
Dit is een klasse volgens het NTTO-reglement. Deze tractoren mogen alleen op dieselolie rijden.
De meest gehanteerde gewichtsklassen in de sportklasse zijn:
- 2,5 ton
- 3,5 ton
- 4,5 ton

De sleepwagen mag een bepaald gewicht hebben per klasse. Als er meerdere in een run de gehele 110 meter (full pull) rijden ontstaat er een finale.

#### Super-sportklasse
Dit is een klasse volgens het NTTO-reglement. Deze tractoren mogen alleen op dieselolie rijden.
De meest gehanteerde gewichtsklassen in de super-sportklasse zijn: 3400 kg, 3600 kg, 4500 kg en 4000kg (wordt gebruikt op een paar noordelijke wedstrijden).
In Nederland is het maximaal toegestane toerental van de motor 2700 toeren.
In deze klasse is de keuze van brandstofpomp vrij, en toepassing van een intercooler toegestaan. Waterinjectie is niet toegestaan.
De vermogens gaan in de zwaarste 4500 kg klasse richting 2000 pk.

#### Hobby-sportklasse
Dit is een klasse volgens het Hypropullers-reglement. Deze tractoren mogen alleen op dieselolie rijden. De meest gehanteerde gewichtsklassen in de hobby-sportklasse zijn 2,5 ton, 3,5 ton, 4,5 ton en 6,0 ton.

#### Mega-sportklasse
Dit is een klasse volgens het Hypropullers-reglement. Deze tractoren mogen alleen op dieselolie rijden. De meest gehanteerde gewichtsklassen in de Mega-sportklasse zijn 2,6 ton, 3,3 ton, 3,6 ton en 4,5 ton.

#### Giga-sportklasse
Dit is een klasse volgens het Hypropullers-reglement. Deze tractoren mogen alleen op dieselolie rijden. De meest gehanteerde gewichtsklasse in de giga-sportklasse is:
- 3,5 ton

### Euro Cup
Dit zijn wedstrijden die worden gereden in Europa door deelnemers uit heel Europa.

### A & B-divisie

#### Vrije klasse (vanaf 2012 - Light Modified, Modified, Heavy Modified, Unlimited)

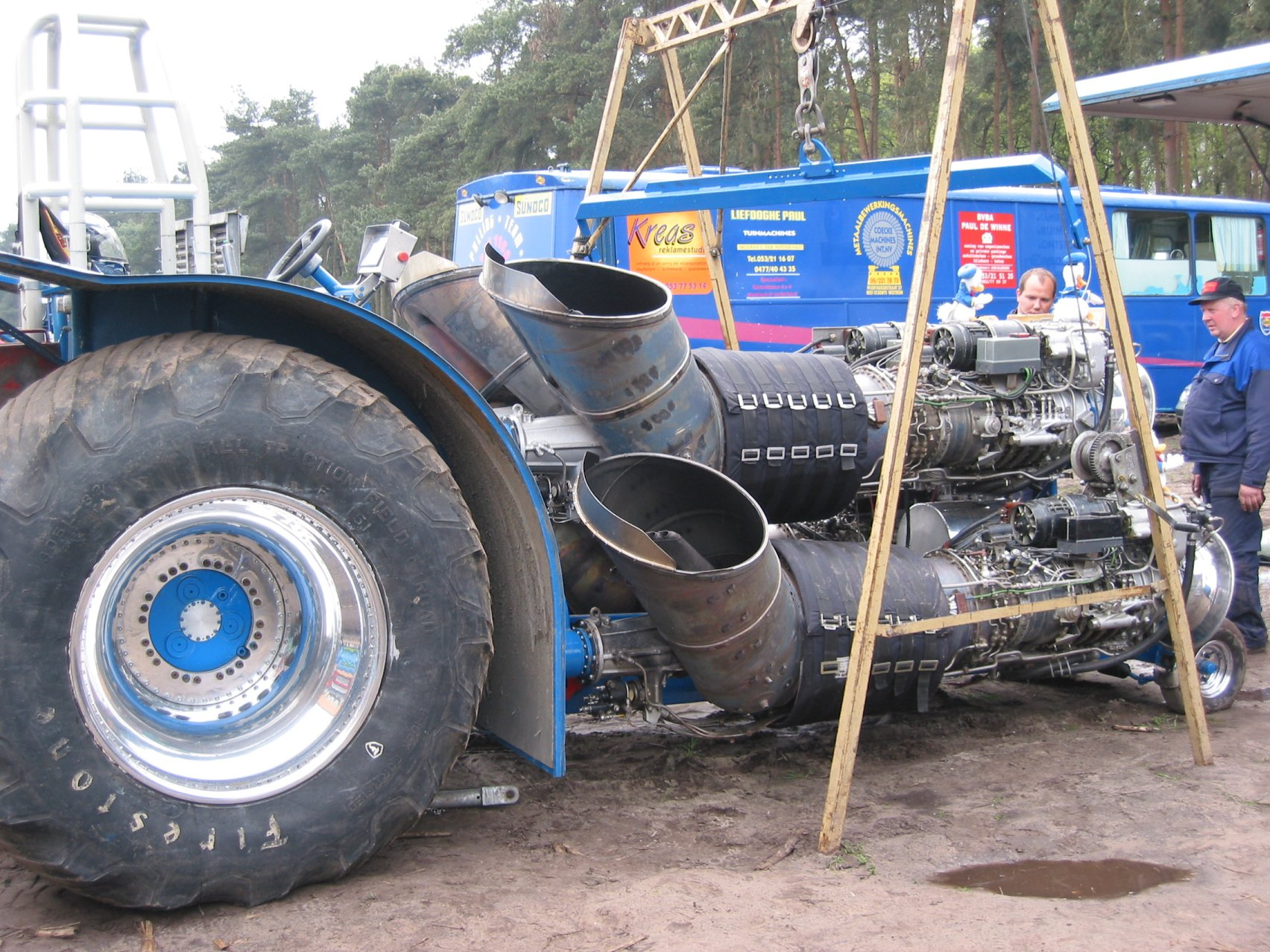
Baby Duck met vier gasturbines

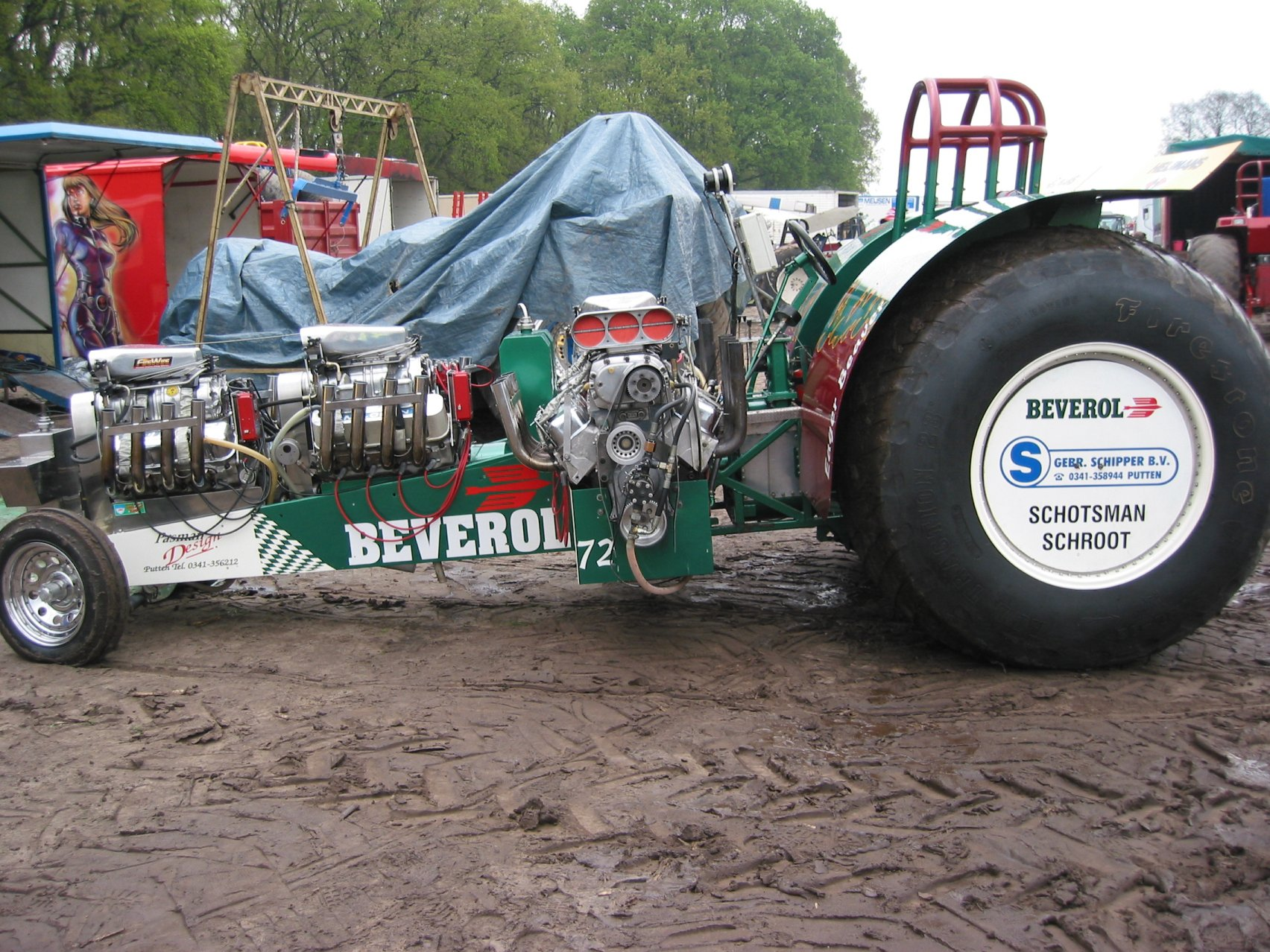
Beverol Eager Beaver, vrije klasse

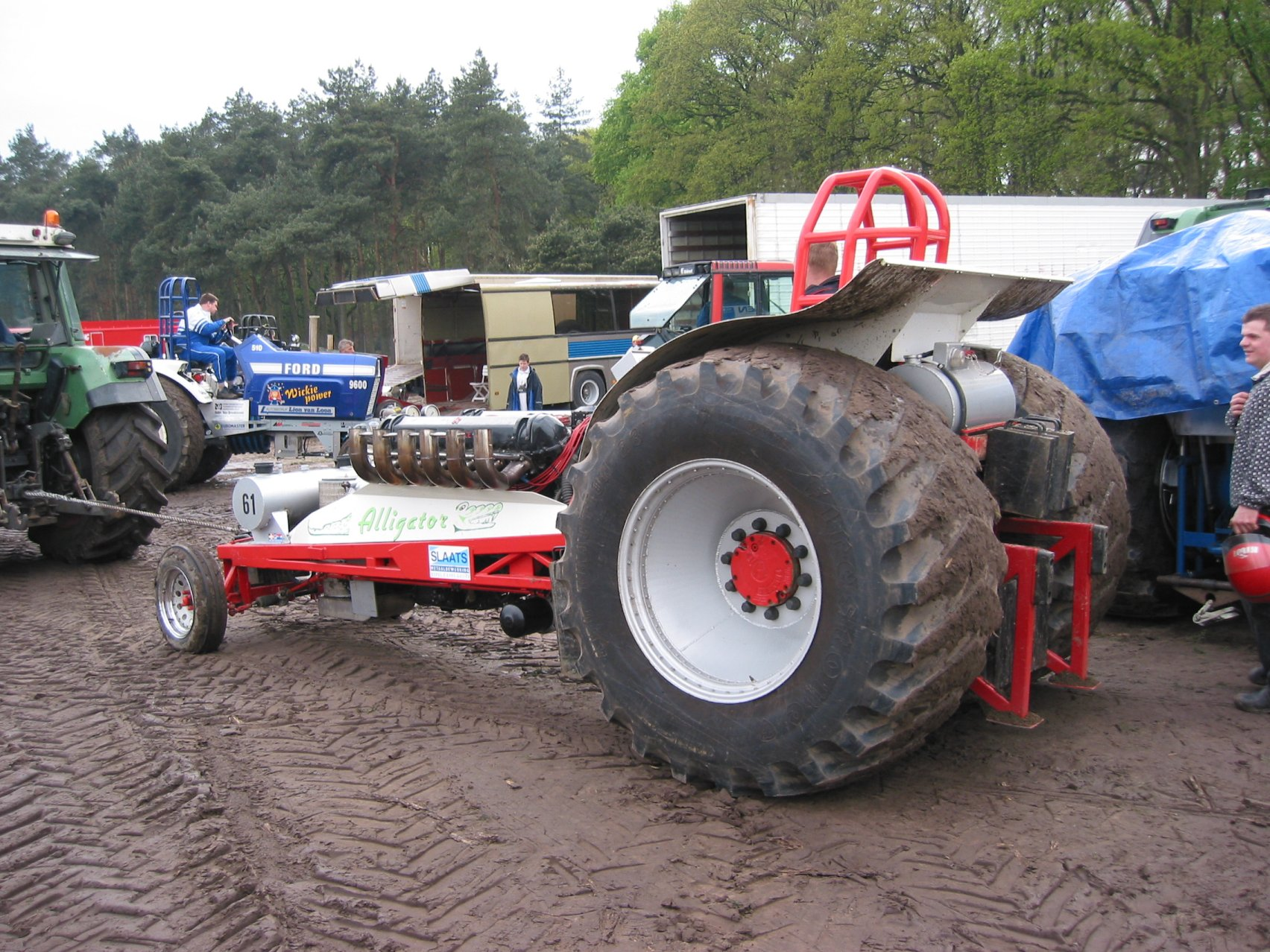
Alligator

Deze worden opgebouwd met motoren die veel pk's leveren. Er zijn modellen met Rolls-Royce-zuigermotoren, zoals de Rolls Royce Griffon en Rolls Royce Merlin (bekend uit het beroemde Britse Spitfire jachtvliegtuig), maar ook worden helikoptermotoren (gasturbinemotoren, zoals de Rolls Royce Gnome en de Isotov) gebruikt. Het aantal motoren van een vrije klasse tractor kan variëren van 1 tot 6 motoren. Ook hier zijn weer verschillende gewichtsklassen.
Naast Rolls-Royce-motoren worden ook motoren van Chevrolet, Keith Black, JP-1, JP-2, Isotov, Allison, Rover Meteor gebruikt.

#### Vrije klasse 950 kg (vanaf 2012 - Mini Unlimited)
Als motor worden gebruikt motoren van Arias, Chevrolet, Keith Black, JP-2, Rover Meteor, Turbomeca, Rolls Royce Meteor , Rolls Royce Griffon , Allison, Ford GAA , Isotov TV3 en Isotov TV2.
In de 950 kg vrije klasse mag je alle motoren gebruiken mits je binnen het gewicht kunt blijven. In verhouding van kilo's tot de pk's is dit de sterkste klasse. Sommige machines hebben tot 2750 pk bij een gewicht van 950 kg.

#### Two Wheel Drive
In de Two Wheel Drive klasse moeten alle deelnemers op auto's of trucks lijken, zo kom je in deze klasse onder andere een 2CV, een kever en verschillende pick-up trucks tegen.
Als motor moet een 8-cilinder gebruikt worden die meestal op methanol gestookt wordt.
De cilinderinhoud is afhankelijk van het type motor maar ligt tussen de 500 en 540 ci (+/- 8,2 tot 8,9 liter) en er wordt gebruikgemaakt van HEMI-, Chevrolet- en Ford-motoren.

#### Prostock
Deze tractoren mogen alleen op dieselolie rijden en mogen maar gebruikmaken van één turbo. Ook het toerental is vrij, en veel onderdelen mogen wel zelf gefabriceerd worden. In de Prostock klasse moet verplicht gebruik worden gemaakt van een origineel merk onderblok en ook een originele cilinderkop van het desbetreffende merk.

#### Superstock
In de Superstock klasse, die wordt verreden in de gewichtsklasse 3,5 ton, moet de deelnemer uitgaan van een tractor zoals die in de landbouw wordt gebruikt, of een eigenbouw waarbij het uiterlijk van een tractor wordt overgenomen. Superstocks draaien bijna allemaal op methanol,waarvoor geen koelsysteem nodig is. Met behulp van maximaal vier turbo's wordt de inlaatlucht naar de cilinders gevoerd en met een krachtige ontsteking wordt het mengsel aangestoken. Op deze manier worden vermogens bereikt van circa 4000 pk. In de Superstock klasse zijn de deelnemers, net als in de prostock, verplicht een origineel merk onderblok te gebruiken. Cilinderkoppen mogen zelf gefabriceerd worden.

#### Gardenpuller
Het idee van garden pulling is min of meer opgedaan in Amerika: het bestaat er al vele jaren. Met zitmaaiers werden wedstrijden gehouden. Zitmaaiers zijn echter niet gebouwd voor trekker trek en daarom kwamen al snel speciaal ontworpen machines op de baan. Op vakantie kwamen twee Nederlanders op een wedstrijd verzeild. Het idee werd mee naar Nederland genomen en de initiatiefnemers gingen aan de slag. Hoewel de eerste garden puller was voorzien van een benzinemotor werd al vrij snel overgestapt naar een dieselmotor. De onderdelen lagen voor het oprapen bij de diverse sloperijen. Nadat er twee tractoren af waren werd begonnen aan de sleepwagen. Vele zaterdagen werd er garden pulling bedreven door een handjevol enthousiastelingen. Toen er uitnodigingen kwamen om demonstraties te verrijden op diverse trekker trek wedstrijden werd de mogelijkheid met beide handen aangepakt. Het is 1996/97 als steeds meer mensen te zien krijgen wat garden pulling inhoudt. Dit resulteert al snel in een aantal bouwers die enige tijd erna een tractor op de baan zetten. In 1999 wordt het reglement geüpdatet en het is 2000 als het eerste officiële kampioenschap een feit is.

#### Trucks
Bij de trucks zijn 5 klassementen:
- Standaard trucks
- 8,5 ton Standaard XL
- 8,0 ton Hobbysport
- 8,0 ton Supersport
- 8,0 ton Supersport op methanol

Vroeger bij de trucks was gekozen voor de 8,5-ton-klasse (NTTO) en 9,5-ton-klasse (VTN), omdat dit ongeveer het gewicht van een standaard truck was. Tegenwoordig zijn die lichter gegaan naar 8,0 ton door het algemeen toegenomen vermogen van de trucks waardoor ze moeilijker te afremmen waren. De trucks in deze klassen gaan tot zo'n 2500 pk, met een gelimiteerd toerental van max. 2900 toeren per minuut. Ten opzichte van een tractor is het in beweging komen van een truck moeilijker. De koppeling mag niet te veel en te lang slippen, anders verbrandt deze en moet dan vervangen worden. Tijdens de trek kunnen de voorwielen van de truck tot wel 1,5 m boven de grond omhoog komen.